# Willow (serie de televisión)
Willow es una serie de televisión estadounidense de aventuras y fantasía que sirve como secuela de la película de 1988 del mismo nombre. Fue estrenada el 30 de noviembre de 2022 en Disney+. La serie fue cancelada por bajos índices de audiencia. La serie también fue descatalogada del servicio Disney+ pocos meses después de su estreno.

## Reparto

### Principal
- Warwick Davis como Willow Ufgood, un Nelwyn (enano) hechicero que lidera un grupo para rescatar al hermano gemelo de una princesa.
- Ellie Bamber como Elora Danan/Dove/Brünhilde, futura emperatriz de Tir Asleen disfrazada de sirvienta de cocina que está enamorada de Airk y se une a la búsqueda para salvarlo.
- Ruby Cruz como la princesa Kit, que pone en marcha una misión para rescatar a su hermano gemelo Airk.
- Erin Kellyman como Jade, una caballero en prácticas y el interés amoroso de Kit que se une a la búsqueda.
- Tony Revolori como el príncipe Graydon, un joven erudito y miembro de la misión.
- Amar Chadha-Patel como Boorman, un ladrón y espadachín al que se le ofrece la libertad de prisión si se une a la misión.
- Dempsey Bryk como el príncipe Airk, el hermano gemelo de Kit que es secuestrado.

### Secundarios
- Ralph Ineson como comandante Ballantine.
- Talisa Garcia como la reina Arianna, la madre de Graydon.
- Annabelle Davis como Mims, la hija de Willow.
- Rosabell Laurenti Sellers

### Invitados
- Joanne Whalley como la reina Sorsha, una guerrera consumada e hija de la deshonrada Bavmorda. Madre de los mellizos Kit y Airk y tutora de Dove.
- Joonas Suotamo como El Azote.
- Val Kilmer como Madmartigan (finalmente no participó)

Además, Ralph Ineson y Christian Slater han sido elegidos para papeles no revelados.

## Producción

### Desarrollo
Las discusiones sobre una continuación de la película comenzaron ya en 2005,  con Warwick Davis reiterando su interés en regresar en múltiples entrevistas.   Durante una entrevista de mayo de 2019 con un podcast de MTV, Ron Howard, director de la película de 1988, reveló que Jonathan Kasdan se le había acercado para reiniciar la película como una serie de televisión para Disney+. 
En octubre de 2020, la serie recibió luz verde, con Jon M. Chu dirigiendo el episodio piloto y Davis retomando su papel principal.   Chu anunciaría que tuvo que dejar las funciones de dirección debido a un retraso en la producción y por razones personales en enero de 2021.  Más tarde ese mes, Jonathan Entwistle fue contratado para reemplazar a Chu como director del piloto y también será productor ejecutivo. Sin embargo, debido a retrasos en la producción como resultado de recasteo, Entwistle también salió de la serie y Stephen Woolfenden entró para dirigir los dos primeros episodios de la serie. 

### Elenco
En noviembre de 2020, Erin Kellyman, Cailee Spaeny y Ellie Bamber iniciaron negociaciones para unirse al elenco.  En enero de 2021, Tony Revolori entraría en negociaciones para unirse al elenco, que ahora se confirmó que incluye a Kellyman, Spaeny y Bamber.  Se confirmaría que Revolori se uniría al elenco en marzo, junto con el recasteo de Spaeny como Ruby Cruz.  Amer Chadha-Patel se incorporaría el próximo mes.  Para noviembre de 2021, Ralph Ineson se unió al elenco.  En abril de 2022, Talisa García y Rosabell Laurenti Sellers fueron casteadas, con García interpretando a la madre del personaje de Revolori, marcando la primera vez que una actriz transgénero aparece en una producción de Lucasfilm. En mayo de 2022, Joanne Whalley apareció en el panel de Lucasfilm en la Star Wars Celebration, revelando que volvería a interpretar su papel de Sorsha de la película original.  En septiembre en la D23 Expo, se reveló que Kevin Pollak y Rick Overton retomarían sus papeles de la película, con Christian Slater también anunciado como parte del elenco. 
Val Kilmer no pudo participar en la filmación para repetir su papel de Madmartigan debido a su recuperación del cáncer de garganta, pero Davis y Kasdan declararon que su personaje aún estaría involucrado "a lo grande".

### Rodaje
La producción de la serie comenzó en junio de 2021 en Gales,  con Dragon Studios cerca de Llanharan empleado como ubicación. El rodaje tuvo lugar en Pendine Sands en octubre. 

## Marketing
Se lanzó un avance de Willow en la Star Wars Celebration el 26 de mayo de 2022; con la serie programada para estrenarse el 30 de noviembre de 2022. 
Se lanzaron un segundo tráiler y un póster oficial en la exposición de fanes de Disney D23 el 10 de septiembre de 2022. La exposición D23 también contó con un panel que reunía varios miembros del elenco de Willow, incluidos Davis y Slater.